# Pablo Birger
Pablo Birger (Buenos Aires, 1924. január 7. – Buenos Aires, 1966. március 9.) argentin autóversenyző.

## Pályafutása
1953-ban és 1955-ben részt vett hazája világbajnoki Formula–1-es versenyén. Az 53-as futamon technikai problémák miatt esett ki, míg az 55-ös nagydíjon már az első körben összeütközött honfitársával, Carlos Menditeguy-al és kiállni kényszerült.
Pályafutása alatt részt vett további két, a világbajnokság keretein kívül rendezett Formula–1-es versenyen is.
Egy közúti balesetben vesztette életét negyvenkét évesen.

## Eredményei

### Teljes Formula–1-es eredménylistája
(Táblázat értelmezése)

(Félkövér: pole-pozícióból indult; dőlt: leggyorsabb kört futott) 

| Év   | Csapat         | Modell          | Motor              | 1      | 2   | 3   | 4   | 5   | 6   | 7   | 8   | 9   | Helyezés | Pont |
| ---- | -------------- | --------------- | ------------------ | ------ | --- | --- | --- | --- | --- | --- | --- | --- | -------- | ---- |
| 1953 | Equipe Gordini | Gordini Type 15 | Gordini Straight-4 | ARG Ki | 500 | NED | BEL | FRA | GBR | GER | SUI | ITA | -        | 0    |
| 1955 | Equipe Gordini | Gordini Type 16 | Gordini Straight-6 | ARG Ki | MON | 500 | BEL | NED | GBR | ITA |     |     | -        | 0    |

## Külső hivatkozások
- Profilja a grandprix.com honlapon (angolul)
- Profilja a statsf1.com honlapon (angolul)